# Thomas Harrison (General, 1606)

Thomas Harrison

Thomas Harrison (* 1606 in Newcastle-under-Lyme; † 13. Oktober 1660 in London) war ein englischer Puritaner und General während des Englischen Bürgerkrieges.

## Leben
Der Sohn eines wohlhabenden Fleischers studierte Recht an den Inns of Court und war als Jurist tätig. Zum Ausbruch des Bürgerkrieges 1641/42 schloss er sich der Seite des Parlaments an und wurde Offizier und später General in der New Model Army, nahm an verschiedenen Schlachten und Feldzügen teil und wurde 1646 in das Lange Parlament gewählt. Der Republikaner und Führer der Fifth Monarchy Men Harrison gehörte zu den entschiedensten Gegnern des 1649 abgesetzten und hingerichteten Königs Karl I., er war einer der Richter im Prozess gegen letzteren und einer der Unterzeichner des Todesurteils. In den Folgejahren war Harrison einer der engsten Unterstützer Oliver Cromwells, zunächst im Rumpfparlament und nach dessen Auflösung durch Cromwell 1653 auch als Initiator und Mitglied des „Parlaments der Heiligen“. Er überwarf sich jedoch mit Cromwell, als dieser sich nach der Selbstauflösung des letzten republikanischen Parlaments zum Lordprotektor ausrief. In den Folgejahren wurde Harrison, der anders als Cromwell staatliche Eingriffe in den religiösen Bereich ablehnte, mehrfach inhaftiert. Nach der Restauration 1660 wurde Harrison verhaftet und als einer der Regicides („Königsmörder“) vor Gericht gestellt und zum Tode verurteilt. Anders als andere Verschwörer wurde er nicht nach dem Indemnity and Oblivion Act begnadigt. Harrison, der während des Prozesses anders als die meisten Mitangeklagten zu seinen politischen und religiösen Positionen stand, wurde am 13. Oktober 1660 in London gehängt, ausgeweidet und gevierteilt.